# Flughafen Nakhon Ratchasima

i7
i11
i13
Der Flughafen Nakhon Ratchasima  (thailändisch ท่าอากาศยานนครราชสีมา; IATA-Code: NAK, ICAO-Code: VTUQ) ist ein regionaler Flughafen im Landkreis Chaloem Phra Kiat, östlich von Nakhon Ratchasima, der Hauptstadt der Provinz Nakhon Ratchasima in der Nordostregion von Thailand, dem so genannten Isan.

## Fluggesellschaften und Flugziele
Der Flughafen Nakhon Ratchasima wurde im Linienflugverkehr bis 2019 durch New Gen Airways angeflogen. Ziele waren Phuket, Chiang Mai und Bangkok.
Zurzeit wird der Flughafen von keiner Linienfluggesellschaft angeflogen.